# Mabas
Os mabas são  uma minoria étnica no Chade e Sudão. A população é estimada em várias centenas de milhares, todos eles convertidos ao Islã. Segundo alguns relatos são as pessoas mais educadas no Chade e foram as primeiras pessoas ali a se converter ao Islã. Eles fundaram o Império de Uadai no século XV. Falam a língua maba, uma língua nilo-saariana, ramo Maban.